# Giovanni Gerbi
Giovanni Gerbi (Trincere, 20 de maig de 1885 - Asti, 6 de maig de 1955) va ser un ciclista italià, que va córrer entre 1902 i 1932, tot i algunes interrupcions. Era conegut com el Diable vermell perquè sempre anava vestit amb un mallot vermell.
El 1905 va guanyar la primera edició de la Volta a Llombardia. També guanyà altres clàssiques italianes de renom, com la Milà-Torí de 1903 i el Giro del Piemont de 1906, 1907 i 1908.

## Palmarès
- 1902
  - 1r a la Coppa del Re
- 1903
  - 1r a la Coppa del Re
  - 1r a la Milà-Torí
  - 1r a la Milà-Alessandria
  - 1r a la Milà-Piacenza-Ginebra
  - 1r al Circuit de Cremona
- 1904
  - 1r al Gran Premio della Gazzetta dello Sport
- 1905
  -  Campió d'Itàlia de mig fons en pista
  - 1r a la Volta a Llombardia
  - 1r al Circuit d'Alessandria
  - 1r a la Corsa Nazionale
- 1906
  - 1r al Giro del Piemont
  - 1r a la Brescia-Milà-Pallanza
  - 1r a la Milà-Alessandria-Milà
  - 1r a la Milà-Pontedecimo
  - 1r a la Coppa Città di Savona
- 1907
  - 1r al Giro del Piemont
  - 1r a la Roma-Nàpols-Roma
  - 1r a la Corsa Nazionale
  - 1r al Gran Premio della Gazzetta dello Sport
  - 1r a la Coppa Città di Savona
  - 1r al Giro antiche province
  - 1r a la Milà-Florència
- 1908
  - 1r al Giro del Piemont
  - 1r a la Roma-Nàpols-Roma i vencedor de 2 etapes
  - 1r a la Corsa Nazionale
  - 1r al Gran Premio della Gazzetta dello Sport
- 1909
  - 1r a la Roma-Nàpols-Roma i vencedor d'una etapa
- 1911
  - 1r a la Coppa Città di Savona
- 1913
  - 1r al Giro delle due Province

### Resultats al Tour de França
- 1904. Abandona (2a etapa)
- 1906. Abandona (2a etapa)
- 1908. 20è de la classificació general

### Resultats al Giro d'Itàlia
- 1909. Abandona (6a etapa)
- 1910. Abandona (1a etapa)
- 1911. 3r de la classificació general
- 1912. 3r de la classificació general (amb l'equip Gerbi i els companys Giovanni Rossignoli, Pierino Albini i Lauro Bordin)
- 1913. Abandona (2a etapa)
- 1914. Abandona (5a etapa)
- 1920. Abandona (4a etapa)
- 1926. Abandona (2a etapa)
- 1932. Abandona (8a etapa)